# Bad Robot Productions
Bad Robot Productions (zuvor nur Bad Robot) ist eine Produktionsfirma von J. J. Abrams. Sie ist hauptsächlich für die Fernsehserien Alias – Die Agentin, Lost und Fringe – Grenzfälle des FBI bekannt, sowie für die Kinofilme Star Trek und Mission: Impossible – Phantom Protokoll.
Bad Robot gehörte ursprünglich zu Touchstone Television, zog jedoch mit J. J. Abrams zu Paramount Pictures, Universal Studios, Columbia Pictures, Screen Gems, Walt Disney Pictures, Lionsgate und Warner Bros., nachdem der Vertrag mit Touchstone 2006 ausgelaufen war. Bad Robot produzierte Lost in Zusammenarbeit mit ABC Studios, ehemals Touchstone Television. Die beiden Firmen produzierten gemeinsam ebenfalls Six Degrees und What About Brian.
Abrams ist Vorsitzender/Chief Executive Officer und Bryan Burk Executive Vice President der Firma.
Das Produktionslogo der Firma existiert seit dem Jahr 2001 und beinhaltet einen roten rechteckigen Roboter, der silhouettenhaft durch eine Wiese läuft, bevor er plötzlich vor der Kamera steht, gefolgt von „Bad Robot!“ in einem Voice-over von Abrams’ Kindern Gracie und Henry.

## Film- und Fernsehproduktionen
Neben bekannten Fernsehproduktionen produziert Bad Robot Productions auch Kinofilme.

### Kinofilme (Auswahl)
| Jahr | Titel                                   | Bemerkung                                                                                                 |
| ---- | --------------------------------------- | --- |
| 2001 | Joyride – Spritztour                    | Gemeinschaftsproduktion mit 20th Century Fox und Regency Enterprises                                      |
| 2006 | Mission: Impossible III                 | Gemeinschaftsproduktion mit Paramount Pictures und Cruise/Wagner Productions                              |
| 2008 | Cloverfield                             | Gemeinschaftsproduktion mit Paramount Pictures                                                            |
| 2009 | Star Trek                               | Gemeinschaftsproduktion mit Paramount Pictures und Spyglass Entertainment                                 |
| 2010 | Morning Glory                           | Gemeinschaftsproduktion mit Paramount Pictures                                                            |
| 2011 | Super 8                                 | Gemeinschaftsproduktion mit Paramount Pictures und Amblin Entertainment                                   |
| 2011 | Mission: Impossible – Phantom Protokoll | Gemeinschaftsproduktion mit Paramount Pictures und Skydance Productions                                   |
| 2013 | Star Trek Into Darkness                 | Gemeinschaftsproduktion mit Paramount Pictures und Skydance Productions                                   |
| 2015 | Mission: Impossible – Rogue Nation      | Gemeinschaftsproduktion mit Paramount Pictures und Skydance Productions                                   |
| 2015 | Star Wars: Das Erwachen der Macht       | Gemeinschaftsproduktion mit Walt Disney Pictures und Lucasfilm                                            |
| 2016 | 10 Cloverfield Lane                     | Gemeinschaftsproduktion mit Paramount Pictures                                                            |
| 2016 | Star Trek Beyond                        | Gemeinschaftsproduktion mit Paramount Pictures und mehreren anderen, darunter Alibaba Pictures und Huahua |
| 2018 | Mission: Impossible – Fallout           | Gemeinschaftsproduktion mit Paramount Pictures und mehreren anderen, darunter Alibaba Pictures            |
| 2019 | Star Wars: Der Aufstieg Skywalkers      | Gemeinschaftsproduktion mit Walt Disney Pictures und Lucasfilm                                            |

### Fernsehserien
| Jahr      | Titel                       | Folgen | Staffeln | Bemerkung  |
| --------- | --------------------------- | ------ | -------- | ---------- |
| 2001–2006 | Alias – Die Agentin         | 105    | 5        |            |
| 2004–2010 | Lost                        | 121    | 6        |            |
| 2005      | The Catch                   | 1      | 0        | Pilotfolge |
| 2006–2007 | What About Brian            | 24     | 2        |            |
| 2006–2007 | Six Degrees                 | 13     | 1        |            |
| 2008–2013 | Fringe – Grenzfälle des FBI | 100    | 5        |            |
| 2009      | Anatomy of Hope             | 1      | 0        | Pilotfolge |
| 2010      | Undercovers                 | 13     | 1        |            |
| 2011–2016 | Person of Interest          | 103    | 5        |            |
| 2012      | Alcatraz                    | 13     | 1        |            |
| 2012      | Shelter                     | 1      | 0        | Pilotfolge |
| 2012–2014 | Revolution                  | 42     | 2        |            |
| 2013–2014 | Almost Human                | 13     | 1        |            |
| 2014      | Believe                     | 13     | 1        |            |
| 2015      | Dead People                 | 1      | 0        | Pilotfolge |
| 2016      | 11.22.63 – Der Anschlag     | 8      | 1        |            |
| 2016      | Moon Shot                   |        |          | Webserie   |
| 2016      | Roadies                     | 10     | 1        |            |
| 2016–2022 | Westworld                   | 20     | 2+       |            |
| 2018–2019 | Castle Rock                 | 20     | 2+       | Webserie   |

## Auszeichnungen
- 2002 Emmy Award Nominierung für Outstanding Writing for a Drama Series (Alias)
- 2005 Emmy Award für Outstanding Drama Series (Lost)
- 2005 Emmy Award für Outstanding Directing for a Drama Series (Lost)
- 2005 Emmy Award Nominierung für Outstanding Writing for a Drama Series (Lost)
- 2006 Golden Globe Award für Best Television Series – Drama (Lost)
- 2007 Golden Globe Award Nominierung für Best Television Series – Drama (Lost)